# Dorothea von Ertmann

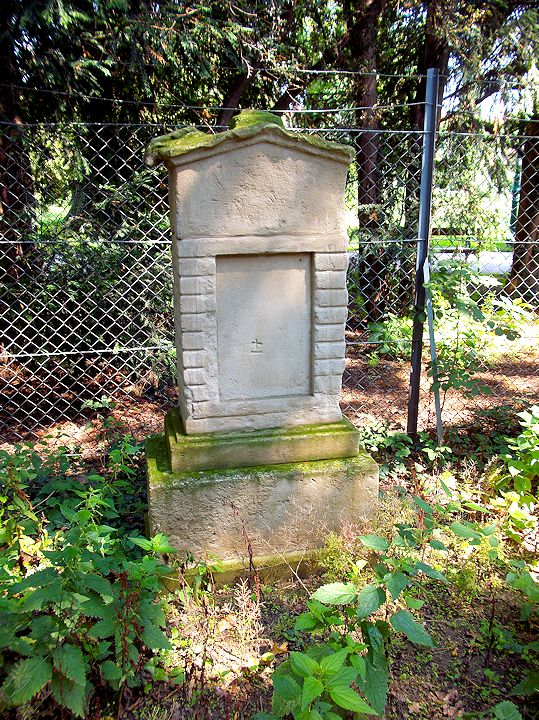
Dorothea von Ertmanns Grab im Gräberhain des Währingerparks

Dorothea von Ertmann, geb. Graumann (* 3. Mai 1781 in Frankfurt am Main; † 16. März 1849 in Wien) war eine deutsche Pianistin und die erste, die sich nachhaltig für Beethovens Schaffen einsetzte.

## Leben
Dorothea von Ertmann war die Tochter eines Frankfurter Silberschmieds, wuchs aber überwiegend im nahen Offenbach auf. Ihr Vater war zwar Frankfurter Bürger, durfte aber seine Fabrik wegen der restriktiven Bestimmungen der dortigen Zünfte nicht innerhalb der Stadtmauern betreiben, so dass er nach Offenbach auswich. 1798 heiratete Dorothea den österreichischen Offizier Stephan von Ertmann, mit dem sie etwa 1803 nach Wien ging und angeblich Beethovens Schülerin wurde. Frühester Beleg für die Beziehung ist eine Glückwunschkarte, die ihr der Komponist um den 1. Januar 1804 schrieb: „An die Baronin Ertmann zum neuen Jahre 1804 von ihrem Freunde und Verehrer Beethoven.“
Dorothea von Ertmann ist nie öffentlich aufgetreten, ließ sich jedoch häufig in den Salons des Wiener Adels und des gebildeten Bürgertums hören. Dort erwarb sie sich den Ruf, eine herausragende Beethoven-Interpretin zu sein. Beethovens Schüler Carl Czerny schreibt in seinen „Anecdoten und Notizen über Beethoven“: „Unter den damaligen Damen war |: von 1800 bis 1820 :| die Baronin Ertmann die trefflichste Spielerin der Beethovenschen Werke. Sie u ihr Gemal Bar. Oberst Ertmann gehörten zu seinen intimsten Freunden, u sie war vermuthlich seine Schülerin, den[n] sie spielte |: bey großer phisischer Kraft:| seine Werke ganz in seinem Geiste.“
Zahlreiche bedeutende Musiker schwärmten von ihrem nuancenreichen, sehr virtuosen Spiel, das sich zudem durch einen ungewohnt kraftvollen Anschlag auszeichnete. Zu nennen sind Johann Friedrich Reichardt, Muzio Clementi, Anton Schindler, Felix Mendelssohn Bartholdy und Ignaz Moscheles.
Bekannt wurde Dorothea von Ertmann insbesondere als Widmungsempfängerin von Beethovens A-Dur-Sonate op. 101. Der Komponist sandte ihr am 23. Februar 1817 ein Exemplar der Originalausgabe und bemerkte dazu: „empfangen sie nun, was ihnen öfters zugedacht war, u. was ihnen ein Beweiß meiner Anhänglichkeit an ihr KunstTalen[t] wie an ihre Person abgeben möge“.
Sie wohnte zuletzt in der Strauchgasse Nr. 243 (heute Strauchgasse 1), wo sie am 16. März 1849 „an Ablagerung des Krankheitsstoffes auf das Gehirn“ verstarb. Ertmanns Grab befindet sich seit 1923 im Gräberhain des Währinger Parks in Wien.
Ihre Nichte war die Sängerin Mathilde Marchesi.